# Brevi interviste con uomini schifosi
Brevi interviste con uomini schifosi (tit. originale Brief Interviews with Hideous Men) è una raccolta di 23 racconti scritti nel 1999 da David Foster Wallace.

## Racconti
Questi racconti costituiscono un campionario di un'umanità che non nasconde nemmeno sul corpo le proprie aberrazioni. Una galleria così completa di esseri laidi e odiosi da insinuare nel lettore il sospetto di vivere in un tempo e in un mondo che non si può redimere: il focomelico Johnny Moncherino che sfrutta la sua menomazione per portarsi a letto le donne, la depressa che costringe al suicidio l'analista (Wallace ci avvertirà altre volte di come potrà andare a finire), fino all'immobilità totale dell'adolescente prima del tuffo nel racconto Per sempre lassù, vita paralizzata dall'angoscia. Ironici, tragici, buffi, questi racconti confermano la grande capacità del suo autore di portare il lettore in una dimensione visionaria, metafisica ma sempre evocativa del grande malessere dell'uomo postmoderno.

## Pubblicazione
Prima di questo volume di racconti, David Foster Wallace aveva già pubblicato un romanzo La scopa del sistema (1987), un'altra raccolta di racconti brevi intitolata La ragazza con i capelli strani (1989) e Infinite Jest (1996), un romanzo di oltre 1000 pagine che lo ha reso celebre in tutto il mondo. Il racconto La persona depressa è apparso su Harper's Magazine nel gennaio 1998, mentre nel luglio 1998 su Esquire sono apparsi in ordine sparso brevi brani tratti dalle "interviste". Il libro è stato pubblicato in Italia da Einaudi nel 2000 nella collana Stile Libero, con un'introduzione di Fernanda Pivano.

## Storie
- Una storia ridotta all'osso della vita postindustriale (A Radically Condensed History of Postindustrial Life)
- La morte non è la fine (Death Is Not the End)
- Per sempre lassù (Forever Overhead)
- Brevi interviste con uomini schifosi (Brief Interviews with Hideous Men)
- Ancora un altro esempio della porosità di certi confini (XI) (Yet Another Example of the Porousness of Certain Borders (XI))
- La persona depressa (The Depressed Person)
- Il diavolo è un tipo impegnato (The Devil Is a Busy Man)
- Pensa (Think)
- Non significa niente (Signifying Nothing)
- Brevi interviste con uomini schifosi (Brief Interviews with Hideous Men)
- (Datum Centurio)[2]
- Ottetto (Octet)
- Mondo adulto (I) (Adult World (I))
- Mondo adulto (II) (Adult World (II))
- Il diavolo è un tipo impegnato (The Devil Is a Busy Man)
- Chiesa fatta senza le mani (Church Not Made with Hands)
- Ancora un altro esempio della porosità di certi confini (VI) (Yet Another Example of the Porousness of Certain Borders (VI))
- Brevi interviste con uomini schifosi (Brief Interviews with Hideous Men)[2]
- Tri-Stan. Ho venduto Sissee Nar a Ecko (Tri-Stan: I Sold Sissee Nar to Ecko)[3]
- Sul letto di morte, stringendoti la mano, il padre del nuovo giovane commediografo Off-Broadway di successo, implora una cortesia (On His Deathbed, Holding Your Hand, the Acclaimed New Young Off-Broadway Playwright's Father Begs a Boon)
- Il suicidio come una specie di presente (Suicide as a Sort of Present)
- Brevi interviste con uomini schifosi (Brief Interviews with Hideous Men)
- Ancora un altro esempio della porosità di certi confini (XXIV) (Yet Another Example of the Porousness of Certain Borders (XXIV))

## Adattamento cinematografico
Nel 2009 dal libro è stato realizzato un film, Brief Interviews with Hideous Men, scritto e diretto da John Krasinski; tra gli interpreti principali: Julianne Nicholson, Ben Shenkman, Timothy Hutton.

## Edizioni
- David Foster Wallace, Brevi interviste con uomini schifosi, traduzione di Giovanna Granato e Ottavio Fatica, numero di edizione ed., collana Stile Libero, Einaudi, 2000,  p. 288, ISBN 0-316-92541-1.